# Watch Dogs (film)
Pour la série de jeux vidéo, voir Watch Dogs. Pour le premier jeu de la série, voir Watch Dogs.
Pour plus de détails, voir Fiche technique et Distribution.
Watch Dogs est un film américain réalisé par Mathieu Turi et dont la sortie est prévue en 2026. Le scénario est écrit par Christie LeBlanc et Victoria Bata et s'inspire de la franchise de jeux vidéo du même nom, éditée par Ubisoft. Le film met en vedette Sophie Wilde et Tom Blyth.

## Fiche technique
Sauf indication contraire, les informations mentionnées dans cette section peuvent être confirmées par la base de données cinématographiques IMDb,  présente dans la section « Liens externes ».
- Titre original : Watch Dogs
- Réalisation : Mathieu Turi
- Scénario : Christie LeBlanc et Victoria Bata, d'après la série de jeux vidéo Watch Dogs éditée par Ubisoft
- Costumes : Susie Coulthard
- Photographie : Daniele Massaccesi
- Montage : Mark Towns
- Production : Margaret Boykin, Natalie Lehmann et Yariv Milchan
- Sociétés de production : Ubisoft Film & Television, Regency Enterprises, Universal Pictures et 20th Century Studios
- Société de distribution : Universal Pictures (États-Unis, Canada) ; 20th Century Studios (France)
- Budget : N/A
- Pays de production :  États-Unis
- Langue originale : anglais
- Format : couleur
- Genre : action, aventures
- Dates de sortie[1] :
  - États-Unis : 30 janvier 2026 Date sujette à modification

## Distribution
- Sophie Wilde
- Tom Blyth
- Markella Kavenagh

## Production
En juin 2013, Ubisoft annonce le développement d'adaptations cinématographiques en prise de vues réelles de Watch Dogs, Far Cry et des Lapins crétins. En avril 2014, Rhett Reese et Paul Wernick sont embauchés pour écrire le scénario du film, avec Regency Enterprises comme société de production et Sony Pictures Releasing comme distributeur du film. En mars 2024, il est finalement annoncé que le duo de scénaristes a quitté le projet. Ubisoft Film & Television fait alors appel à Mathieu Turi pour la réalisation et à Christie LeBlanc pour l'écriture du scénario. Sophie Wilde est confirmée pour le rôle principal en mars 2024.
En juin 2024, Tom Blyth rejoint la distribution dans un rôle non divulgué.
Le tournage débute le 3 juillet 2024, avec Daniele Massaccessi comme directeur de la photographie. Les prises de vues s'achèvent le 13 septembre 2024.